# Ollie Murray James

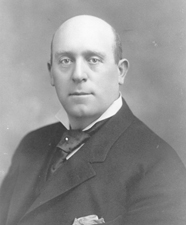
Ollie Murray James

Ollie Murray James (* 27. Juli 1871 bei Marion, Crittenden County, Kentucky; † 28. August 1918 in Baltimore, Maryland) war ein US-amerikanischer Politiker (Demokratische Partei), der den Bundesstaat Kentucky in beiden Kammern des Kongresses vertrat.
Ollie James wuchs im Westen Kentuckys auf. Als Jugendlicher hatte er die Position eines Pagen in der Staatslegislative von Kentucky inne. Im Anschluss studierte er die Rechtswissenschaften und wurde 1891 in die Anwaltskammer aufgenommen; im selben Jahr begann er als Jurist zu praktizieren.
1902 bewarb sich James um einen Sitz im US-Repräsentantenhaus als Vertreter des ersten Wahldistrikts von Kentucky. Er war erfolgreich und wurde viermal wiedergewählt, sodass er der Parlamentskammer vom 4. März 1903 bis zum 3. März 1913 angehörte. Im Vorfeld der Präsidentschaftswahl 1912 zählte James zum erweiterten Kreis der Anwärter auf das Präsidentenamt, wobei die demokratische Nominierung letztlich an Woodrow Wilson. Den Wahlparteitag leitete Ollie James als Vorsitzender; 1916 hatte er diese Funktion erneut inne.
Ebenfalls im Jahr 1912 verzichtete Ollie James auf eine weitere Kandidatur für das Repräsentantenhaus, um sich stattdessen um einen Sitz im Senat zu bewerben. Er gewann die Wahl und wurde am 4. März 1913 vereidigt. Im Senat war er unter anderem Vorsitzender des Patentausschusses. James starb jedoch noch vor dem Ende seiner Amtszeit im August 1918 in einem Krankenhaus in Baltimore. Er wurde auf dem Friedhof seiner Heimatstadt Marion beigesetzt.